# Pedro Inguanzo Rivero
Pedro (de) Inguanzo y Rivero o Ribero (Vibaño, concejo de Llanes, 22 de diciembre de 1764-Toledo, 30 de enero de 1836) fue un cardenal, arzobispo y canonista español. Ocupó los cargos de obispo de Zamora (1814-1824) y arzobispo de Toledo (1824-1836). Fue académico de la Real Academia de Buenas Letras de Sevilla.

## Biografía

### Nacimiento y pimeros años
Nació en el Palacio de la Herrería de Vibaño, en el concejo de Llanes, hijo de Antonio José de Inguanzo Posada y de María Teresa Rivero y Valdés, de antigua y acomodada familia. 

### Formación
A los nueve años inició sus estudios de latín y humanidades en su pueblo natal, continuándolos, al cumplir los 11 años, con su tío Pedro Inguanzo Posada, canónigo de la catedral de Palencia. Estudió Filosofía en el Colegio de San Pablo de Palencia, regentado por los dominicos, desde 1775 hasta 1780. Un año después se desplaza a Oviedo para cursar estudios de derecho y derecho canónico en la Universidad de Oviedo. En 1785 se desplazó a Sevilla cuando el arzobispo Alonso Marcos de Llanes, de quien era familiar, lo llamó para que fuera su secretario. En Sevilla continuó los estudios iniciados en la capital ovetense y obtuvo el título de bachiller en Derecho y un año después, en 1786, el título de bachiller en Cánones. Posteriormente obtuvo el doctorado en Leyes.

### Vida sacerdotal y docente
Obtuvo, por oposición, la cátedra de Cánones en la Universidad de Oviedo. Poco después, en 1792, obtuvo, también por oposición, el cargo de canónigo doctoral de la catedral de Oviedo. En 1797 marchó a Madrid.

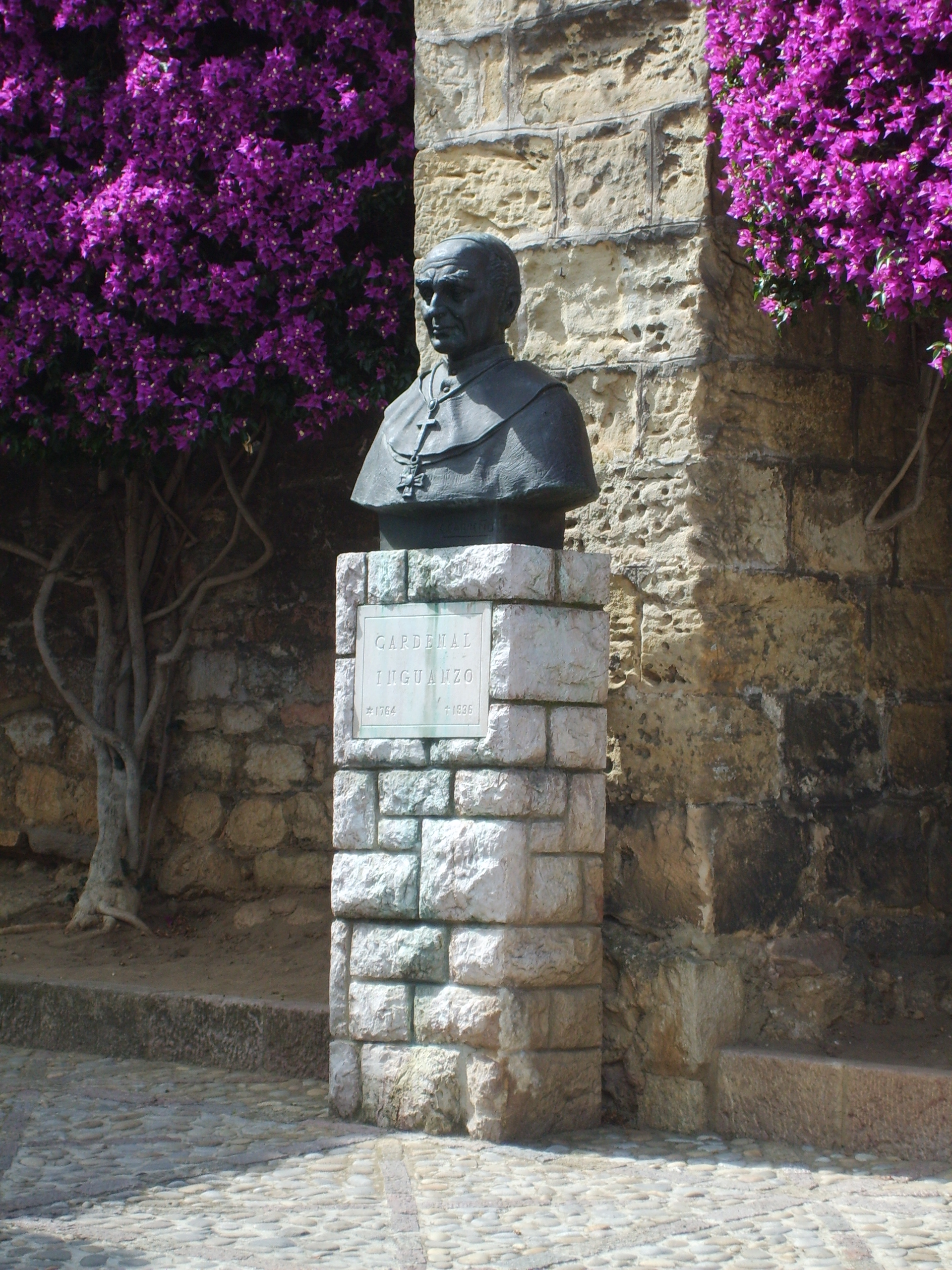
Busto del Cardenal Inguanzo junto a la basílica de Santa María del Concejo en su localidad natal, Llanes.

Como era habitual en los grandes eclesiásticos de su época, participó en la vida pública y política. Acérrimo tradicionalista, fue un enemigo declarado del ministro de Justicia de Carlos IV entre noviembre de 1797 y agosto de 1798, el ilustrado Jovellanos. 
Volvió a su tierra en 1798 para ocupar el puesto de gobernador eclesiástico de la diócesis. La Junta Superior del Principado establecida en 1808 para luchar la guerra de la Independencia, le encargó los asuntos de Gracia y Justicia en 1809. Elegido diputado por Asturias para las Cortes de Cádiz 1810-1813 por el procedimiento de provincias ocupadas por los franceses, en su actividad pública representó las ideas más conservadoras, por ejemplo, manifestándose en contra de la abolición de la Inquisición. Formaba parte del grupo llamado realista junto a Borrull, Ostolaza, Simón López, Cañedo, Aguiriano, Antonio Alcayna, Llera, Ros, etc., la mayoría de los mencionados eclesiásticos como él. No fue un orador prolífico; intervino en la cámara apenas 18 veces, aunque todos sus discursos fueron de entidad y envergadura. Su estrategia era la de reservarse para los grandes debates, en los que brilló a buena altura en sus polémicas con los liberales. Según José Manuel Cuenca Toribio, fue el último primado del Antiguo Régimen:
Inguanzo fue quizás el más descollante orador parlamentario de la primera mitad del ochocientos antes de Castelar, y la vastedad de sus conocimientos y el nervio y precisión de su escritura llaman a la admiración de cualquiera de sus lectores.
Félix Mejía, autor que se esconde tras Carlos Le Brun, editor de los Retratos políticos de la revolución de España (Filadelfia, 1826), lo retrata así:
Es menester confesar que este era el primer orador de las Cortes constituyentes; sus opiniones no eran muy liberales, porque era canónigo y no se pueden saber tampoco sino las que expresaba, pero no las que tenía. Cogía al vuelo los discursos de los demás e improvisaba las respuestas con tino y con aquel aire de verdad de que es susceptible la mentira cuando no se la quiere persuadir sino para ocultar el interés que se tiene en ella.
Acérrimo tradicionalista, manifestó en cambio su admiración por el Parlamento inglés, aunque solo por la idea de que el alto clero pudiera asumir funciones políticas en el Estado. También en lo religioso se opuso a todas las reformas aprobadas por las Cortes viendo en ellas una conspiración de filósofos, teólogos heréticos y políticos revolucionarios cuyo objetivo era destruir la Iglesia al ser esta el más firme puntal de la tradición. La Iglesia para Inguanzo no sólo debía ser autónoma del poder político, sino que tenía que guiar sus pasos. La razón del mal estaría en la Ilustración y en la apertura propugnada por ministros como Campomanes o Jovellanos.

### Episcopado
Fue nombrado obispo de Zamora en 1814 y promovido a arzobispo de Toledo en 1824. El papa León XII lo volvió cardenal en el consistorio del 20 de diciembre de 1824. Casi inmediatamente se le designa académico honorario de la Real Academia de la Historia y obtuvo las dignidades de consejero de Estado y la gran cruz de Carlos III. Participó en el cónclave de 1829 en que Pío VIII fue elegido nuevo pontífice y también en el de 1830-1831 en que resultó elegido Gregorio XVI.
Tras la muerte de Fernando VII en 1833, la regente María Cristina de Borbón tuvo que apoyarse en gobiernos liberales para ganar la Primera Guerra Carlista contra Carlos María Isidro de Borbón y los gobiernos liberales se enfrentaron abiertamente a la iglesia católica exigiendo además a Inguanzo juramento de lealtad a la reina Isabel II; él se negó inicialmente y en 1836 el arzobispo murió en Toledo, postergado de la vida pública por sus ideas políticas y retirado del mundo. Tras su fallecimiento, y debido al enfrentamiento entre los sucesivos gobiernos liberales y la iglesia, la vacante no se cubrió hasta 1847. Su retrato fue pintado por Vicente López (1772-1850) y su busto de bronce, realizado por la gijonesa Delfina Cristina Carreño, (1924-1991), se encuentra situado en la plaza de Cristo Rey de Llanes.

## Obras
- Discurso sobre la confirmación de obispos, en el cual se examina la materia por los principios canónicos que rigen en ella en todos tiempos y circunstancias y se contrae a las actuales de la Península, Cádiz: Imprenta de Vicente Lema, 1813; 2.ª ed. Madrid, 1836. Se reimprimió hasta 1836 dieciocho veces y fue traducido al portugués: Río de Janeiro: Imprensa Americana de I. P. da Costa, 1838.
- "Discurso sobre la segunda proposición preliminar del proyecto acerca de la Inquisición", en Apéndice al Procurador General de la Nación y del Rey núm. 23, 1813.
- El dominio sagrado de la Iglesia en sus bienes temporales: cartas contra los impugnadores de esta propiedad, especialmente en ciertos libelos de estos tiempos. Y contra otros críticos modernos, los cuales, aunque la reconocen, impugnaron la libre adquisición á pretesto de amortización y economía política Salamanca: Imprenta de Don Vicente Blanco, 1820-1823, 2 vols.
- Carta pastoral del Eminentísimo Señor Cardenal arzobispo de Toledo, Toledo: Tomás Anguiano, 1825.
- Carta pastoral con una nota de varios libros, folletos, y papeles que prohibe el Emmo. Señor Cardenal Arzobispo de Toledo Madrid: Imprenta de Don Norberto Llorenci, 1827.
- Instruccion pastoral que el Emo. Señor Cardenal Arzobispo de Toledo da a sus diocesanos: comunicándoles el jubileo, Madrid: Imp. de Don Leonardo Núñez, 1826.